# Austria na Zimowych Igrzyskach Olimpijskich 2002
Austrię na Zimowych Igrzyskach Olimpijskich 2002 reprezentowało 90 zawodników.

## Zdobyte medale
| Medal  | Zawodnik                                                     | Dyscyplina            | Konkurencja              |
| ------ | ------------------------------------------------------------ | --------------------- | ------------------------ |
| Złoto  | Fritz Strobl                                                 | Narciarstwo alpejskie | zjazd mężczyzn           |
| Złoto  | Stephan Eberharter                                           | Narciarstwo alpejskie | gigant mężczyzn          |
| Złoto  | Christian Hoffmann                                           | Biegi narciarskie     | 30 km mężczyzn           |
| Srebro | Renate Götschl                                               | Narciarstwo alpejskie | kombinacja kobiet        |
| Srebro | Stephan Eberharter                                           | Narciarstwo alpejskie | supergigant mężczyzn     |
| Srebro | Mikhail Botvinov                                             | Biegi narciarskie     | 30 km mężczyzn           |
| Srebro | Martin Rettl                                                 | Skeleton              | skeleton mężczyzn        |
| Brąz   | Stephan Eberharter                                           | Narciarstwo alpejskie | zjazd mężczyzn           |
| Brąz   | Andreas Schifferer                                           | Narciarstwo alpejskie | supergigant mężczyzn     |
| Brąz   | Benjamin Raich                                               | Narciarstwo alpejskie | slalom mężczyzn          |
| Brąz   | Benjamin Raich                                               | Narciarstwo alpejskie | kombinacja mężczyzn      |
| Brąz   | Renate Götschl                                               | Narciarstwo alpejskie | zjazd kobiet             |
| Brąz   | Felix Gottwald                                               | Kombinacja norweska   | metoda Gundersena        |
| Brąz   | Felix Gottwald                                               | Kombinacja norweska   | sprint                   |
| Brąz   | Christoph Bieler Michael Gruber Mario Stecher Felix Gottwald | Kombinacja norweska   | drużynowo                |
| Brąz   | Wolfgang Perner                                              | Biathlon              | sprint na 10 km mężczyzn |
| Brąz   | Markus Prock                                                 | Saneczkarstwo         | jedynki mężczyzn         |

## Skład kadry

### Biathlon
Mężczyźni
| Zawodnik                                                          | Konkurencja         | czas biegu         | Kary               | Pozycja            |
| ----------------------------------------------------------------- | ------------------- | ------------------ | ------------------ | ------------------ |
| Wolfgang Perner                                                   | Sprint mężczyzn     | 25:44,4            | 0                  | brąz               |
| Wolfgang Rottmann                                                 | Sprint mężczyzn     | 25:48,8            | 2                  | 5.                 |
| Ludwig Gredler                                                    | Sprint mężczyzn     | 326:04,3           | 2                  | 10.                |
| Christoph Sumann                                                  | Sprint mężczyzn     | Nie ukończył biegu | Nie ukończył biegu | Nie ukończył biegu |
| Ludwig Gredler                                                    | Bieg pościgowy      | 33:35,5            | 2                  | 4.                 |
| Wolfgang Rottmann                                                 | Bieg pościgowy      | 33:45,1            | 4                  | 6.                 |
| Wolfgang Perner                                                   | Bieg pościgowy      | 34:00,1            | 3                  | 9.                 |
| Ludwig Gredler                                                    | Bieg indywidualny   | 53:19,3            | 2                  | 11.                |
| Christoph Sumann                                                  | Bieg indywidualny   | 55:00,3            | 3                  | 22.                |
| Wolfgang Perner                                                   | Bieg indywidualny   | 56:00,4            | 5                  | 32.                |
| Daniel Mesotitsch                                                 | Bieg indywidualny   | 59:15,9            | 6                  | 64.                |
| Christoph Sumann Wolfgang Perner Wolfgang Rottmann Ludwig Gredler | Sztafeta 4 × 7,5 km | 1:26:58,9          | 0                  | 6.                 |

### Biegi narciarskie
Mężczyźni
| Zawodnik                                                           | Konkurencja        | czas            | Pozycja         |
| ------------------------------------------------------------------ | ------------------ | --------------- | --------------- |
| Alexander Marent                                                   | Bieg na 15 km      | 39:36,2         | 23.             |
| Gerhard Urain                                                      | Bieg na 15 km      | 40:38,0         | 41.             |
| Christian Hoffmann                                                 | Bieg na 30 km      | 1:11:31,0       | złoto           |
| Michaił Botwinow                                                   | Bieg na 30 km      | 1:11:32,3       | srebro          |
| Gerhard Urain                                                      | Bieg na 30 km      | 1:14:33,9       | 23.             |
| Achim Walcher                                                      | Bieg na 30 km      | Dyskwalifikacja | Dyskwalifikacja |
| Michaił Botwinow                                                   | Bieg na 50 km      | 2:09:21,7       | 5.              |
| Marc Mayer                                                         | Bieg na 50 km      | Dyskwalifikacja | Dyskwalifikacja |
| Michaił Botwinow                                                   | Bieg łączony       | 50:17,2         | 9.              |
| Marc Mayer                                                         | Bieg łączony       | Dyskwalifikacja | Dyskwalifikacja |
| Achim Walcher                                                      | Bieg łączony       | Dyskwalifikacja | Dyskwalifikacja |
| Reinhard Neuner                                                    | Sprint             | 2:56,20         | 24.             |
| Marc Mayer                                                         | Sprint             | Dyskwalifikacja | Dyskwalifikacja |
| Alexander Marent Michaił Botwinow Gerhard Urain Christian Hoffmann | Sztafeta 4 × 10 km | 1:34:04,9       | 4.              |

### Bobsleje
Mężczyźni
| Osada | Zawodnicy                                                         | Konkurencja | Ślizg 1 | Ślizg 2 | Ślizg 3 | Ślizg 4 | Łącznie | Pozycja |
| ----- | ----------------------------------------------------------------- | ----------- | ------- | ------- | ------- | ------- | ------- | ------- |
| AUT-I | Wolfgang Stampfer Martin Schützenauer                             | Dwójki      | 47,91   | 47,78   | 47,72   | 47,75   | 3:11,16 | 7.      |
| AUT-I | Wolfgang Stampfer Michael Müller Klaus Seelos Martin Schützenauer | Czwórki     | 47,19   | 47,27   | 47,51   | 47,60   | 3:09,57 | 13.     |

### Hokej na lodzie

#### Turniej mężczyzn
Reprezentacja mężczyzn
| - Christoph Brandner - Reinhard Divis - Martin Hohenberger - Dieter Kalt - Peter Kasper - Wolfgang Kromp - André Lakos - Günther Lanzinger - Dominic Lavoie - Robert Lukas - Christian Perthaler |  | - Thomas Pöck - Gerald Ressmann - Kent Salfi - Mario Schaden - Tom Searle - Oliver Setzinger - Matthias Trattnig - Martin Ulrich - Gerhard Unterluggauer - Simon Wheeldon |

Reprezentacja Austrii brała udział w rozgrywkach grupy A rundy eliminacyjnej turnieju olimpijskiego, w której zajęła 3. miejsce i nie awansowała do rundy pierwszej. W meczu o 11. miejsce uległa reprezentacji Szwajcarii 1:4 i ostatecznie zajęła 12. miejsce.

#### Runda eliminacyjna
Grupa A
| Drużyna  | M | Mecze | Mecze | Mecze | Bramki | Bramki | Bramki | Pkt |
| Drużyna  | M | W     | R     | P     | +      | -      | +/-    | Pkt |
| -------- | - | ----- | ----- | ----- | ------ | ------ | ------ | --- |
| Niemcy   | 3 | 3     | 0     | 0     | 10     | 3      | +7     | 6   |
| Łotwa    | 3 | 1     | 1     | 1     | 11     | 12     | -1     | 3   |
| Austria  | 3 | 1     | 0     | 2     | 7      | 9      | -2     | 2   |
| Słowacja | 3 | 0     | 1     | 2     | 8      | 12     | -4     | 1   |

Wyniki
| 9 lutego 2002 | Łotwa | 4:2 | Austria | Peaks Ice Arena Provo |

| Godzina: 19:00 |  | (2:1, 2:1, 0:0) |  | Widzów: 6444 |

| 10 lutego 2002 | Austria | 2:3 | Niemcy | Peaks Ice Arena Provo |

| Godzina: 16:00 |  | (0:2, 2:0, 0:1) |  | Widzów: 6444 |

| 12 lutego 2002 | Słowacja | 2:3 | Austria | E Center West Valley City |

| Godzina: 16:00 |  | (1:1, 1:1, 0:1) |  | Widzów: 8362 |

#### Mecz o 11. miejsce
| 14 lutego 2002 | Szwajcaria | 4:1 | Austria | E Centrum, West Valley City |

| Godzina: 15:00 |  | (0:0, 2:0, 2:1) |  | Widzów: 7986 |

### Kombinacja norweska
Mężczyźni
| Zawodnik         | Konkurencja                       | Skoki narciarskie | Skoki narciarskie | Skoki narciarskie | Skoki narciarskie | Skoki narciarskie | Skoki narciarskie | Bieg narciarski | Bieg narciarski | Strata   | Pozycja |
| Zawodnik         | Konkurencja                       | Skok 1            | Nota              | Skok 2            | Nota              | Punkty            | Pozycja           | Czas biegu      | Pozycja         | Strata   | Pozycja |
| ---------------- | --------------------------------- | ----------------- | ----------------- | ----------------- | ----------------- | ----------------- | ----------------- | --------------- | --------------- | -------- | ------- |
| Felix Gottwald   | Indywidualnie (metoda Gundersena) | 90,5              | 116,0             | 92,0              | 119,0             | 235,0             | 11.               | 37:23,5         | 1.              | + 54,8   | brąz    |
| Mario Stecher    | Indywidualnie (metoda Gundersena) | 97,0              | 130,0             | 96,5              | 128,0             | 258,0             | 2.                | 40:42,8         | 31.             | + 2:19,1 | 6.      |
| Christoph Bieler | Indywidualnie (metoda Gundersena) | 97,0              | 129,5             | 95,0              | 125,5             | 255,0             | 4.                | 41:18,1         | 37.             | + 3:09,4 | 15.     |
| Christoph Eugen  | Indywidualnie (metoda Gundersena) | 89,0              | 111,5             | 89,0              | 113,0             | 224,5             | 18.               | 39:51,1         | 24.             | + 4:14,4 | 20.     |

Sprint
| Zawodnik         | Konkurencja   | Skoki narciarskie | Skoki narciarskie | Skoki narciarskie | Bieg narciarski | Bieg narciarski | Strata   | Pozycja |
| Zawodnik         | Konkurencja   | Skok 1            | Nota              | Pozycja           | Czas biegu      | Pozycja         | Strata   | Pozycja |
| ---------------- | ------------- | ----------------- | ----------------- | ----------------- | --------------- | --------------- | -------- | ------- |
| Felix Gottwald   | Indywidualnie | 116,5             | 110,3             | 11.               | 16:29,3         | 5.              | + 0:40,2 | brąz    |
| Mario Stecher    | Indywidualnie | 120,0             | 113,5             | 5.                | 17:10,5         | 28.             | + 1:09,4 | 11.     |
| Christoph Bieler | Indywidualnie | 118,5             | 112,7             | 6.                | 17:19,6         | 30.             | + 1:21,5 | 16.     |
| Michael Gruber   | Indywidualnie | 117,5             | 110,5             | 9.                | 17:44,0         | 35.             | + 1:53,9 | 28.     |

Drużynowo
| Zawodnik                                                     | Skoki narciarskie   | Skoki narciarskie       | Skoki narciarskie   | Skoki narciarskie       | Skoki narciarskie | Skoki narciarskie | Bieg narciarski | Bieg narciarski | Strata   | Miejsce |
| Zawodnik                                                     | Skok 1              | Skok 1                  | Skok 2              | Skok 2                  | Nota Łącznie      | Pozycja           | Bieg narciarski | Bieg narciarski | Strata   | Miejsce |
| Zawodnik                                                     | Odległość           | Nota                    | Odległość           | Nota                    | Nota Łącznie      | Pozycja           | Czas biegu      | Pozycja         | Strata   | Miejsce |
| ------------------------------------------------------------ | ------------------- | ----------------------- | ------------------- | ----------------------- | ----------------- | ----------------- | --------------- | --------------- | -------- | ------- |
| Michael Gruber Christoph Bieler Mario Stecher Felix Gottwald | 89,0 91,0 92,5 94,0 | 110,5 116,0 119,0 122,0 | 86,5 94,5 95,5 93,0 | 104,5 123,0 125,0 118,5 | 938,5             | 2.                | 48:09,2         | 3.              | + 0:11,0 | brąz    |

### Łyżwiarstwo szybkie
Kobiety
| Zawodnik      | Konkurencja   | Konkurencja   | Konkurencja   | Konkurencja   | Konkurencja   | Konkurencja   | Konkurencja    | Konkurencja    | Konkurencja    | Konkurencja    |
| Zawodnik      | Bieg na 500 m | Bieg na 500 m | Bieg na 500 m | Bieg na 500 m | Bieg na 500 m | Bieg na 500 m | Bieg na 1500 m | Bieg na 1500 m | Bieg na 3000 m | Bieg na 3000 m |
| Zawodnik      | Bieg 1        | Bieg 1        | Bieg 2        | Bieg 2        | Łączny czas   | Miejsce       | Bieg na 1500 m | Bieg na 1500 m | Bieg na 3000 m | Bieg na 3000 m |
| Zawodnik      | Czas          | Miejsce       | Czas          | Miejsce       | Łączny czas   | Miejsce       | Czas           | Miejsce        | Czas           | Miejsce        |
| ------------- | ------------- | ------------- | ------------- | ------------- | ------------- | ------------- | -------------- | -------------- | -------------- | -------------- |
| Emese Hunyady | 39,38         | 26.           | 39,51         | 26.           | 78,89         | 26.           | 1:56,51        | 12.            | 4:06,55        | 9.             |

### Narciarstwo alpejskie
Mężczyźni
| Zawodnik           | Konkurencja | Konkurencja | Konkurencja | Konkurencja | Konkurencja                 | Konkurencja                 | Konkurencja                 | Konkurencja                 | Konkurencja                 | Konkurencja                 | Konkurencja                 | Konkurencja                 | Konkurencja | Konkurencja                         | Konkurencja                         | Konkurencja                         |
| Zawodnik           | Zjazd       | Zjazd       | Supergigant | Supergigant | Slalom gigant               | Slalom gigant               | Slalom gigant               | Slalom gigant               | Slalom specjalny            | Slalom specjalny            | Slalom specjalny            | Slalom specjalny            | Kombinacja  | Kombinacja                          | Kombinacja                          | Kombinacja                          |
| Zawodnik           | Czas        | Pozycja     | Czas        | Pozycja     | Czas 1. przejazdu           | Czas 2. przejazdu           | Czas łączny                 | Pozycje                     | Czas 1. przejazdu           | Czas 2. przejazdu           | Czas łączny                 | Pozycja                     | Zjazd       | Slalom                              | Łączny czas                         | Pozycja                             |
| ------------------ | ----------- | ----------- | ----------- | ----------- | --------------------------- | --------------------------- | --------------------------- | --------------------------- | --------------------------- | --------------------------- | --------------------------- | --------------------------- | ----------- | ----------------------------------- | ----------------------------------- | ----------------------------------- |
| Fritz Strobl       | 1:39,13     | złoto       | 1:21,92     | 4.          |                             |                             |                             |                             |                             |                             |                             |                             |             |                                     |                                     |                                     |
| Stephan Eberharter | 1:39,41     | brąz        | 1:21,68     | srebro      | 1:11,98                     | 1:11,30                     | 2:23,28                     | złoto                       |                             |                             |                             |                             |             |                                     |                                     |                                     |
| Christian Greber   | 1:40,00     | 6.          |             |             |                             |                             |                             |                             |                             |                             |                             |                             |             |                                     |                                     |                                     |
| Christoph Gruber   | 1:41,25     | 20.         | 1:22,35     | 7.          | 1:12,82                     | 1:11,59                     | 2:24,41                     | 5.                          |                             |                             |                             |                             |             |                                     |                                     |                                     |
| Andreas Schifferer |             |             | 1:21,83     | brąz        |                             |                             |                             |                             |                             |                             |                             |                             |             |                                     |                                     |                                     |
| Benjamin Raich     |             |             |             |             | 1:12,83                     | 1:11,57                     | 2:24,40                     | 4.                          | 49,34                       | 53,07                       | 1:42,41                     | brąz                        | 1:41,05     | 1:37,21                             | 3:18,26                             | brąz                                |
| Hans Knauß         |             |             |             |             | Nie ukończył 1-go przejazdu | Nie ukończył 1-go przejazdu | Nie ukończył 1-go przejazdu | Nie ukończył 1-go przejazdu |                             |                             |                             |                             |             |                                     |                                     |                                     |
| Kilian Albrecht    |             |             |             |             |                             |                             |                             |                             | 50,26                       | 52,19                       | 1:42,45                     | 4.                          | 1:43,32     | 1:41,63                             | 3:24,95                             | 11.                                 |
| Rainer Schönfelder |             |             |             |             |                             |                             |                             |                             | Nie ukończył 1-go przejazdu | Nie ukończył 1-go przejazdu | Nie ukończył 1-go przejazdu | Nie ukończył 1-go przejazdu | 1:41,90     | 1:36,77                             | 3:18,67                             | 4.                                  |
| Manfred Pranger    |             |             |             |             |                             |                             |                             |                             | Nie ukończył 1-go przejazdu | Nie ukończył 1-go przejazdu | Nie ukończył 1-go przejazdu | Nie ukończył 1-go przejazdu |             |                                     |                                     |                                     |
| Michael Walchhofer |             |             |             |             |                             |                             |                             |                             |                             |                             |                             |                             | 1:39,94     | Nie ukończył 1-go przejazdu slalomu | Nie ukończył 1-go przejazdu slalomu | Nie ukończył 1-go przejazdu slalomu |

Kobiety
| Zawodniczka           | Konkurencja | Konkurencja | Konkurencja             | Konkurencja             | Konkurencja       | Konkurencja                  | Konkurencja                  | Konkurencja                  | Konkurencja                  | Konkurencja                  | Konkurencja                  | Konkurencja                  | Konkurencja                          | Konkurencja                          | Konkurencja                          | Konkurencja                          |
| Zawodniczka           | Zjazd       | Zjazd       | Supergigant             | Supergigant             | Slalom gigant     | Slalom gigant                | Slalom gigant                | Slalom gigant                | Slalom specjalny             | Slalom specjalny             | Slalom specjalny             | Slalom specjalny             | Kombinacja                           | Kombinacja                           | Kombinacja                           | Kombinacja                           |
| Zawodniczka           | Czas        | Pozycja     | Czas                    | Pozycja                 | Czas 1. przejazdu | Czas 2. przejazdu            | Czas łączny                  | Pozycja                      | Czas 1. przejazdu            | Czas 2. przejazdu            | Czas łączny                  | Pozycja                      | Zjazd                                | Slalom                               | Łączny czas                          | Pozycja                              |
| --------------------- | ----------- | ----------- | ----------------------- | ----------------------- | ----------------- | ---------------------------- | ---------------------------- | ---------------------------- | ---------------------------- | ---------------------------- | ---------------------------- | ---------------------------- | ------------------------------------ | ------------------------------------ | ------------------------------------ | ------------------------------------ |
| Renate Götschl        | 1:40,39     | brąz        | 1:14,44                 | 8.                      |                   |                              |                              |                              | 54,31                        | Nie ukończyła 2-go przejazdu | Nie ukończyła 2-go przejazdu | Nie ukończyła 2-go przejazdu | 1:15,27                              | 1:29,50                              | 2:44,77                              | srebro                               |
| Selina Heregger       | 1:40,56     | 6.          |                         |                         | 1:17,93           | Nie ukończyła 2-go przejazdu | Nie ukończyła 2-go przejazdu | Nie ukończyła 2-go przejazdu |                              |                              |                              |                              | 1:17,29                              | 1:32,40                              | 2:49,69                              | 11.                                  |
| Michaela Dorfmeister  | 1:40,83     | 9.          | 1:14,08                 | 6.                      | 1:16,89           | 1:15,06                      | 2:31,95                      | 4.                           |                              |                              |                              |                              | 1:15,85                              | 1:31,00                              | 2:46,85                              | 5.                                   |
| Brigitte Obermoser    | 1:41,64     | 18.         |                         |                         | 1:17,82           | 1:15,86                      | 2:33,68                      | 15.                          |                              |                              |                              |                              |                                      |                                      |                                      |                                      |
| Alexandra Meissnitzer |             |             | 1:13,95                 | 4.                      | 1:16,49           | 1:15,46                      | 2:31,95                      | 4.                           |                              |                              |                              |                              |                                      |                                      |                                      |                                      |
| Tanja Schneider       |             |             | Nie ukończyła przejazdu | Nie ukończyła przejazdu |                   |                              |                              |                              |                              |                              |                              |                              |                                      |                                      |                                      |                                      |
| Marlies Schild        |             |             |                         |                         |                   |                              |                              |                              | Nie ukończyła 1-go przejazdu | Nie ukończyła 1-go przejazdu | Nie ukończyła 1-go przejazdu | Nie ukończyła 1-go przejazdu |                                      |                                      |                                      |                                      |
| Carina Raich          |             |             |                         |                         |                   |                              |                              |                              | 55,10                        | Nie ukończyła 2-go przejazdu | Nie ukończyła 2-go przejazdu | Nie ukończyła 2-go przejazdu |                                      |                                      |                                      |                                      |
| Christine Sponring    |             |             |                         |                         |                   |                              |                              |                              | 55,42                        | Nie ukończyła 2-go przejazdu | Nie ukończyła 2-go przejazdu | Nie ukończyła 2-go przejazdu | Nie ukończyła 1-go przejazdu slalomu | Nie ukończyła 1-go przejazdu slalomu | Nie ukończyła 1-go przejazdu slalomu | Nie ukończyła 1-go przejazdu slalomu |

### Narciarstwo dowolne
Kobiety
| Margarita Marbler | Jazda po muldach | 23,54 | 8. | 23,18 | 10. |

### Saneczkarstwo
Mężczyźni
| Zawodnik                       | Konkurencja | Ślizg 1 | Ślizg 2 | Ślizg 3 | Ślizg 4 | Łącznie  | Pozycja |
| ------------------------------ | ----------- | ------- | ------- | ------- | ------- | -------- | ------- |
| Markus Prock                   | Jedynki     | 44,698  | 44,640  | 44,271  | 44,674  | 2:58,283 | brąz    |
| Markus Kleinheinz              | Jedynki     | 44,875  | 44,857  | 44,558  | 44,921  | 2:59,211 | 8.      |
| Rainer Margreiter              | Jedynki     | 45,034  | 45,076  | 44,626  | 44,901  | 2:59,637 | 10.     |
| Markus Schiegl Tobias Schiegl  | Dwójki      | 43,208  | 43,310  |         |         | 1:26,518 | 6.      |
| Andreas Linger Wolfgang Linger | Dwójki      | 43,330  | 43,354  |         |         | 1:26,684 | 8.      |

Kobiety
| Zawodnik           | Konkurencja | Ślizg 1 | Ślizg 2 | Ślizg 3 | Ślizg 4 | Łącznie  | Pozycja |
| ------------------ | ----------- | ------- | ------- | ------- | ------- | -------- | ------- |
| Angelika Neuner    | Jedynki     | 43,683  | 43,440  | 43,601  | 43,438  | 2:54,162 | 4.      |
| Sonja Manzenreiter | Jedynki     | 43,864  | 43,540  | 43,585  | 43,548  | 2:54,537 | 7.      |
| Simone Eder        | Jedynki     | 43,880  | 43,760  | 43,824  | 43,638  | 2:55,102 | 11.     |

### Skoki narciarskie
Mężczyźni
| Konkurencja             | Skoczek                                                             | Kwalifikacje     | Kwalifikacje     | Kwalifikacje     | Skok 1                  | Skok 1                  | Skok 2                  | Skok 2                  | Nota  | Pozycja |
| Konkurencja             | Skoczek                                                             | Odległość        | Nota             | Miejsce          | Odległość               | Nota                    | Odległość               | Nota                    | Nota  | Pozycja |
| ----------------------- | ------------------------------------------------------------------- | ---------------- | ---------------- | ---------------- | ----------------------- | ----------------------- | ----------------------- | ----------------------- | ----- | ------- |
| Skocznia normalna K-90  | Stefan Horngacher                                                   | Nie brał udziału | Nie brał udziału | Nie brał udziału | 91,5                    | 117,5                   | 93,5                    | 122,5                   | 240,0 | 11.     |
| Skocznia normalna K-90  | Martin Koch                                                         | Nie brał udziału | Nie brał udziału | Nie brał udziału | 92,5                    | 120,5                   | 91,0                    | 116,5                   | 237,0 | 14.     |
| Skocznia normalna K-90  | Andreas Widhölzl                                                    | Nie brał udziału | Nie brał udziału | Nie brał udziału | 90,5                    | 115,0                   | 90,5                    | 115,5                   | 230,5 | 24.     |
| Skocznia normalna K-90  | Martin Höllwarth                                                    | Nie brał udziału | Nie brał udziału | Nie brał udziału | 90,0                    | 115,0                   | 89,0                    | 113,0                   | 228,0 | 25.     |
| Skocznia duża K-120     | Stefan Horngacher                                                   | Nie brał udziału | Nie brał udziału | Nie brał udziału | 125,0                   | 123,5                   | 124,0                   | 123,7                   | 247,2 | 5.      |
| Skocznia duża K-120     | Martin Koch                                                         | Nie brał udziału | Nie brał udziału | Nie brał udziału | 126,0                   | 126,3                   | 121,5                   | 118,2                   | 244,5 | 8.      |
| Skocznia duża K-120     | Martin Höllwarth                                                    | Nie brał udziału | Nie brał udziału | Nie brał udziału | 123,5                   | 122,3                   | 117,5                   | 111,0                   | 233,3 | 14.     |
| Skocznia duża K-120     | Andreas Widhölzl                                                    | Nie brał udziału | Nie brał udziału | Nie brał udziału | 120,5                   | 114,9                   | 116,5                   | 107,7                   | 222,6 | 21.     |
| Konkurs drużynowy K-120 | Stefan Horngacher Andreas Widhölzl Wolfgang Loitzl Martin Höllwarth |                  |                  |                  | 121,0 120,0 123,0 121,5 | 116,8 115,5 121,4 118,7 | 115,5 117,0 122,5 123,0 | 104,9 108,6 118,5 122,4 | 926,8 | 4.      |

### Skeleton
Mężczyźni
| Zawodnik       | Ślizg 1 | Ślizg 2 | Łącznie | Pozycja |
| -------------- | ------- | ------- | ------- | ------- |
| Martin Rettl   | 51,02   | 50,99   | 1:42,01 | srebro  |
| Christian Auer | 51,81   | 51,56   | 1:43,37 | 12.     |

### Snowboarding
Mężczyźni
| Sigi Grabner      | Slalom gigant równoległy | 36,94 | 8.  | Stefan Kaltschütz 0,00         | Nicolas Huet Dyskwalifikacja | Nie awansował | Nie awansował | 7.  |
| Alexander Maier   | Slalom gigant równoległy | 36,28 | 2.  | Philipp Schoch Dyskwalifikacja | Nie awansował                | Nie awansował | Nie awansował | 10. |
| Dieter Krassnig   | Slalom gigant równoległy | 37,02 | 10. | Mathieu Bozzetto +2,24         | Nie awansował                | Nie awansował | Nie awansował | 14. |
| Stefan Kaltschütz | Slalom gigant równoległy | 36,97 | 9.  | Sigi Grabner + 1,99            | Nie awansował                | Nie awansował | Nie awansował | 13. |

Kobiety
| Maria Kirchgasser | Slalom gigant równoległy | 36,94                   | 8.                      | Ran Ida Dyskwalifikacja | Jagna Marczułajtis Dyskwalifikacja | Nie awansowała     | Nie awansowała     | 5.  |
| Manuela Riegler   | Slalom gigant równoległy | 44,04                   | 23.                     | Nie awansowała          | Nie awansowała                     | Nie awansowała     | Nie awansowała     | 23. |
| Claudia Riegler   | Slalom gigant równoległy | 51,87                   | 28.                     | Nie awansowała          | Nie awansowała                     | Nie awansowała     | Nie awansowała     | 28. |
| Doris Günther     | Slalom gigant równoległy | Nie ukończyła przejazdu | Nie ukończyła przejazdu | Nie sklasyfikowana      | Nie sklasyfikowana                 | Nie sklasyfikowana | Nie sklasyfikowana |     |

| Zawodniczka       | Konkurencja | Runda kwalifikacyjna | Runda kwalifikacyjna | Runda kwalifikacyjna | Runda kwalifikacyjna | Runda finałowa   | Runda finałowa | Runda finałowa   | Runda finałowa | Runda finałowa  | Runda finałowa |
| Zawodniczka       | Konkurencja | Nota 1. przejazd     | Pozycja              | Nota 2. przejazd     | Pozycja              | Nota 1. przejazd | Pozycja        | Nota 2. przejazd | Pozycja        | Nota ostateczna | Miejsce        |
| ----------------- | ----------- | -------------------- | -------------------- | -------------------- | -------------------- | ---------------- | -------------- | ---------------- | -------------- | --------------- | -------------- |
| Nicola Pederzolli | Halfpipe    | 34,1                 | 5.                   |                      |                      | 35,7             | 5.             | 30,7             | 8.             | 35,7            | 7.             |